# Plastophora bilobata
Plastophora bilobata är en tvåvingeart som beskrevs av Borgmeier 1967. Plastophora bilobata ingår i släktet Plastophora och familjen puckelflugor. Inga underarter finns listade i Catalogue of Life.